# Erysiphe lythri
Erysiphe lythri är en svampart som beskrevs av L. Junell 1967. Erysiphe lythri ingår i släktet Erysiphe och familjen Erysiphaceae.  Arten är reproducerande i Sverige. Inga underarter finns listade i Catalogue of Life.